# Balsam Beach
Der Balsam Beach ist ein schmaler Geröllstrand an der Nordküste Südgeorgiens. Er liegt 1,2 km östlich des Dartmouth Point am nördlichen Ende der Greene-Halbinsel am Ufer der Cumberland East Bay.
Der Strand ist bereits auf frühen Karten von Südgeorgien zu finden, wurde allerdings erst durch den Falkland Islands Dependencies Survey im Jahr 1951 nach einer groben Vermessung benannt. Benannt ist er, wie weitere geografische Objekte in der Umgebung des Dartmouth Point, nach chemischen Färbereagentien für die histologische Untersuchung biologischen Materials.